# Hertog van Albufera

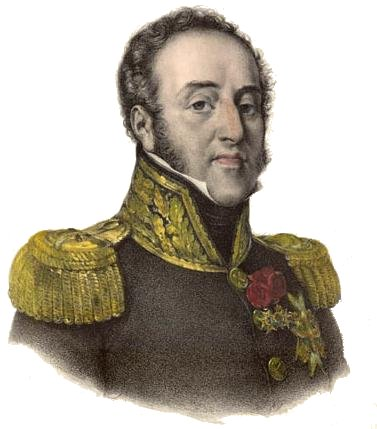
Louis Gabriel Suchet, 1e hertog van Albufera

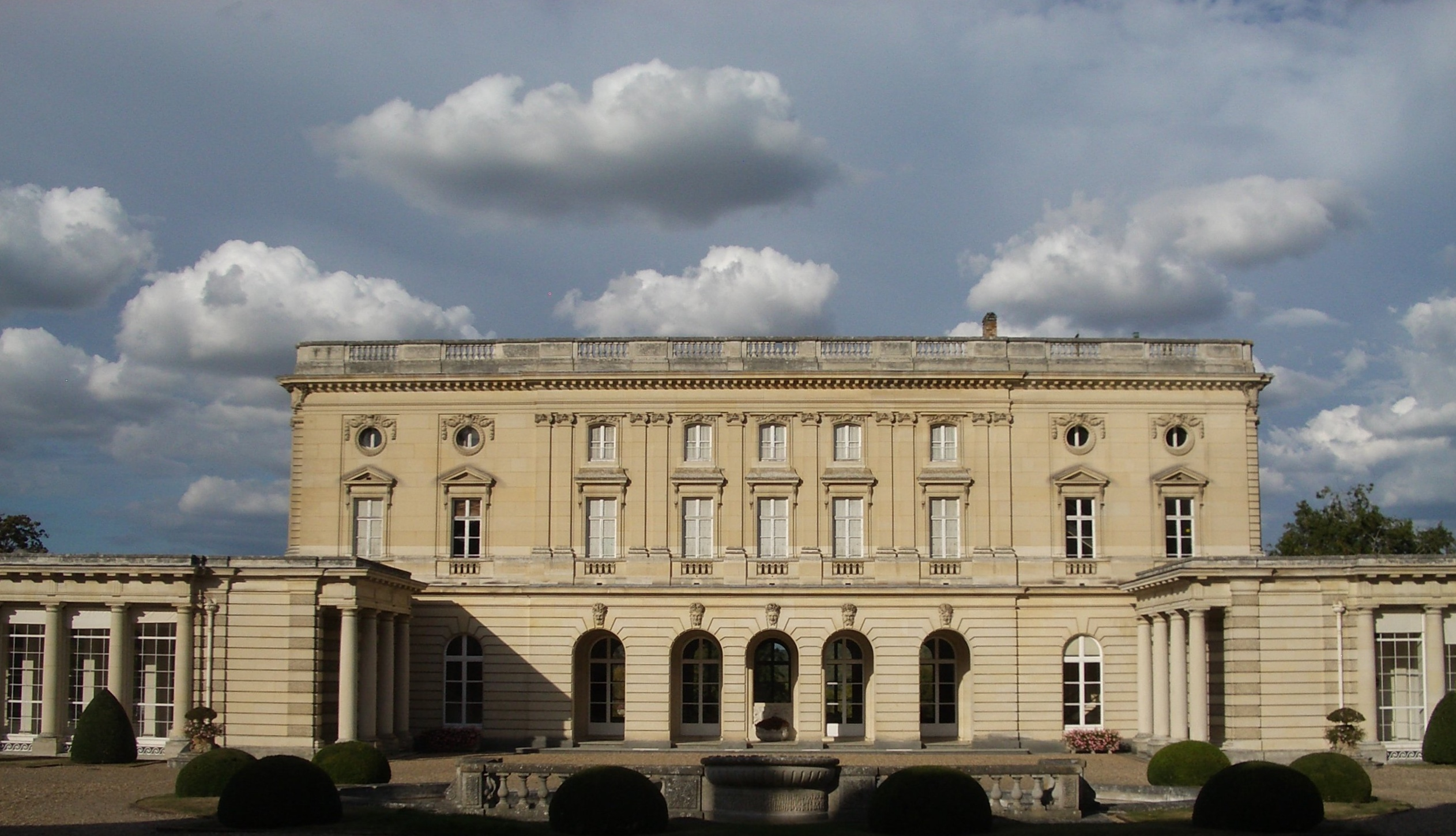
Kasteel van Bizy, zetel van de huidige hertog van Albufera

De titel van hertog van Albufera (Frans: duc d'Albufera) werd op 24 januari 1812 door keizer Napoleon I gecreëerd voor zijn maarschalk Louis Gabriel Suchet en wordt sindsdien door zijn nazaten gevoerd.

## Geschiedenis
Napoleon creëerde voor verschillende van zijn maarschalken hertogtitels (duc de l'Empire). Deze is ontleend aan de naam van het meer Albufera in de provincie Valencia in Spanje. Maarschalk Suchet (1770-1826) was al in 1808 verheven tot comte de l'Empire maar kreeg in 1812 deze hertogstitel, met het bijbehorende meer en omliggend domein. Suchet ontving zijn patentbrieven op 3 januari 1813 waarna hij de titel kon gaan voeren.

## Opeenvolgende hertogen
1. 1813 - 1826 : Louis-Gabriel graaf Suchet (1770 - 1826), 1e duc d'Albufera
2. 1826 - 1877 : Napoléon graaf Suchet (1813 - 1877), 2e duc d'Albufera, zoon van voorgaande
3. 1877 - 1925 : Raoul graaf Suchet (1845 - 1925), 3e duc d'Albufera, zoon van voorgaande
4. 1925 - 1953 : Louis Joseph graaf Suchet (1877 - 1953), 4e duc d'Albufera, zoon van voorgaande
5. 1953 - 1995 : Louis Victor André Gabriel graaf Suchet (1905 - 1995), 5e duc d'Albufera, zoon van voorgaande
6. 1995 - 2006 : Napoléon Marie Joseph graaf Suchet (1912 - 2006), 6e duc d'Albufera, broer van voorgaande
7. sinds 2006 : Emmanuel graaf Suchet (1944), 7e duc d'Albufera, zoon van voorgaande